# Exocentrus apicerufa
Exocentrus apicerufa es una especie de escarabajo longicornio perteneciente al género Exocentrus, categorizada en la tribu Exocentrini, de la subfamilia Lamiinae.
Mide 2,5 mm de longitud. El período de vuelo para ejemplares adultos se presenta en abril.

## Taxonomía
Se atribuye su descripción al entomólogo de origen austríaco Stephan von Breuning, quien la citó por primera vez en 1976. La especie aparece registrada en la sección Lamiaires nouveaux d’Afrique des collections du Musée Royal de l’Afrique Centrale à Tervuren (Coleoptera Cerambycidae) de Revue de Zoologie et de Botanique Africaines, 90 (2): 479–486, publicada por Breuning Stephan von en 1976.

## Distribución
Se distribuye por África, específicamente en la República Democrática del Congo, siendo registrada en las localidades de Katanga y Kasenga.